# Sign (鬼束ちひろの曲)
「Sign」（サイン）は、鬼束ちひろの7枚目のシングル。

## 解説
2003年5月21日に発売された。作詞・作曲は鬼束ちひろ、編曲は羽毛田丈史。
シングルとしては前作「流星群」から約1年3か月ぶりにリリースされた。オリコンのシングルチャートは最高順位4位を記録しており、「いい日旅立ち・西へ」と共に鬼束自身の最高順位である。
CD-EXTRAとして、アルバム『Sugar High』収録曲「Tiger in my Love」のプロモーションビデオが収録されている。これは鬼束が初めてCM出演した、KENWOOD企業CMのプロモーション用・デモンストレーション用として制作されたため、この作品か店頭販促用に配られた企業用DVDのみにしか収録されていない。
同日には、武道館公演の模様を収めたライブDVD『ULTIMATE CRASH '02 LIVE AT BUDOKAN』も発売されている。

## 収録曲
1. Sign [5:31]
  - 作詞・作曲：鬼束ちひろ／編曲：羽毛田丈史

J-PHONE 東芝『J-T08』『J-T09』CMソング。
ちひろ曰く「自身が脚本家になったつもりで書き上げた」「人が強い想いを抱くことで湧き上がって来る高揚感を最もシンプルに表したかった」ということである。人称に「君」と「僕」を使うことも、ちひろは「男の子の視点から中学生の恋愛を書きたいと思った」「珍しいことだが、これによって世界観が拡がる」と説明している。本曲のリリースにより、ちひろはフジテレビ系『めざましテレビ』、『FNS25時間テレビ』、『笑っていいとも!』などといった情報番組からバラエティ番組まで、音楽番組以外の多くのメディアにも登場することとなった。
2. ダイニングチキン [5:24]
  - 作詞・作曲：鬼束ちひろ／編曲：羽毛田丈史

ちひろが「感情や想いは回線のように巡っていく」とコメントしていることから、本作が「人間の感情や想い」をテーマに制作されていることがうかがえる。タイトルは映画『17歳のカルテ』に出てくる一言。ライブでは2020年11月17日「UNHESITATE」で初めて披露された。
3. Sign (Inst.) [5:29]

CD-EXTRA／CHIHIRO Archives Vol.1「Tiger in my Love」スペシャル映像収録。

## 収録アルバム
Sign
- 『the ultimate collection』
- 『SINGLES 2000-2003』
- 『"ONE OF PILLARS" 〜BEST OF CHIHIRO ONITSUKA 2000-2010〜』
- GOOD BYE TRAIN 〜ALL TIME BEST 2000-2013』
- 『REQUIEM AND SILENCE』

ダイニングチキン
- 『GOOD BYE TRAIN 〜ALL TIME BEST 2000-2013』
- 『REQUIEM AND SILENCE』